# Lotten Eklund
Maria Charlotta (Lotten) Ekelund, (enligt SDB) född 10 april 1854 i Västerlanda socken, Älvsborgs län, död 12 juni 1930 i Göteborgs Vasa församling, Göteborg, var en svensk träsnidare och tecknare.
Hon var dotter till Maria Magdalena Lindgren. Eklund studerade träsnidning för Wilhelmina Taléen vid Slöjdföreningens skola i Göteborg och anställdes där som lärare 1876. Hon företog en studieresor till Tyrolen och fick möjlighet att ett par vintrar studera för Sebastian Steiner från Wien. När hon återvände till Sverige 1881 blev hon Taléens efterträdare som föreståndare för snidarkurserna vid Slöjdföreningens skola. Hon kom senare även att bli lärare i frihandsteckning. Hon avgick med pension 1914. För sitt eget skapande belönades hon 1883 med Göteborgs hantverks- och industriförenings belöningsmedalj och vid Göteborgsutställningen 1891 belönades hon med en silvermedalj. Hennes konst består av skurna möbler, tyrolerskulpturer och djurbilder.